# Grammy Award al migliore album new age
Il Grammy Award al migliore album new age (Grammy Award for Best New Age, Ambient or Chant Album) è un premio Grammy istituito nel 1987 che viene conferito dalla National Academy of Recording Arts and Sciences nell'ambito dei Grammy Awards all'album discografico new Age migliore secondo l'accademia.
Originariamente chiamato Migliore registrazione New Age, il premio è stato assegnato per la prima volta al musicista svizzero Andreas Vollenweider nel 1987 per il suo album Down to the Moon. Dal 1988 al 1991 la categoria era conosciuta come Miglior interpretazione New Age. Dal 1992 il premio è stato presentato come Grammy Award al migliore album new age.
A partire dal 2001, i destinatari del premio includevano i produttori, gli ingegneri e/o i mixer associati al lavoro nominato oltre agli artisti della registrazione.

## Vincitori e candidati

### Migliore registrazione new age (1987)
- 1987

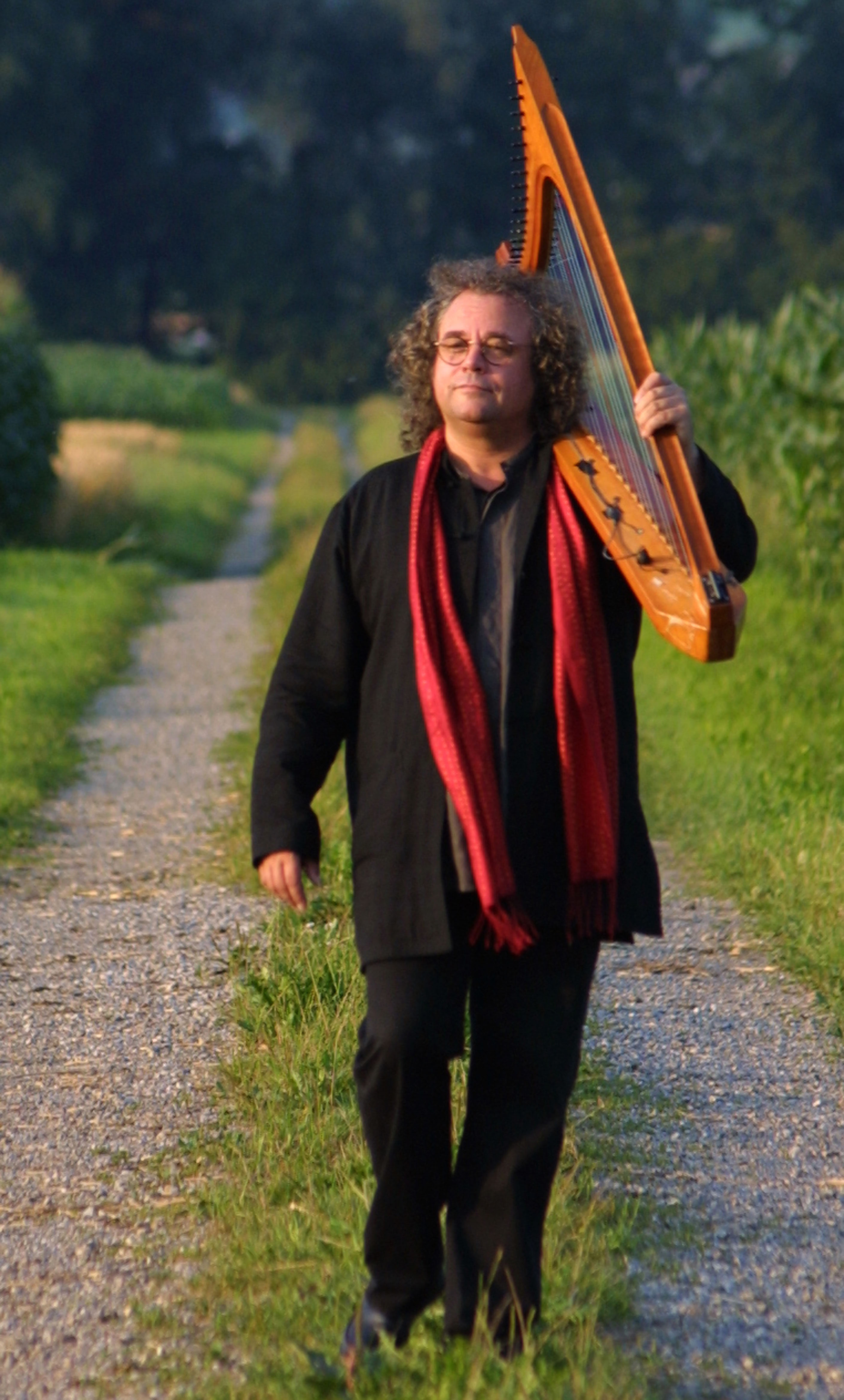
Andreas Vollenweider, vincitore nel 1987.

  - Down to the Moon - Andreas Vollenweider
  - Rendez-Vous - Jean-Michel Jarre
  - Canyon - Paul Winter
  - A Winter Solstice - AA.VV. (Windham Hill Records)
  - Windham Hill Records Sampler '86 - AA.VV.

### Miglior interpretazione new age (1988-1991)
- 1988
  - Yusef Lateef - Yusef Lateef's Little Symphony
  - Paul Horn – Traveler
  - Kitarō – The Field
  - Montreaux – Sweet Intentions
  - Patrick O'Hearn – Between Two Worlds
  - Liz Story – Reconciliations
- 1989
  - Shadowfax - Folksongs for a Nuclear Village
  - Suzanne Ciani – Neverland
  - Mark Isham – Castalia
  - Steve Khan e Rob Mounsey – Local Color
  - Paul Winter – Down in Belgorod
- 1990
  - Peter Gabriel - Passion: Music for The Last Temptation of Christ
  - Enya – Orinoco Flow (Sail Away)
  - Mark Isham – Tibet
  - Andreas Vollenweider – Dancing with the Lion
  - Paul Winter – Icarus
- 1991
  - Mark Isham - Mark Isham
  - Acoustic Alchemy – Caravan of Dreams
  - Michael Hedges – Taproot
  - Mannheim Steamroller – Yellowstone: The Music of Nature
  - Mysterious Voices of Bulgaria – Balkan
  - Paul Winter – Earth: Voices of a Planet

### Miglior album new age

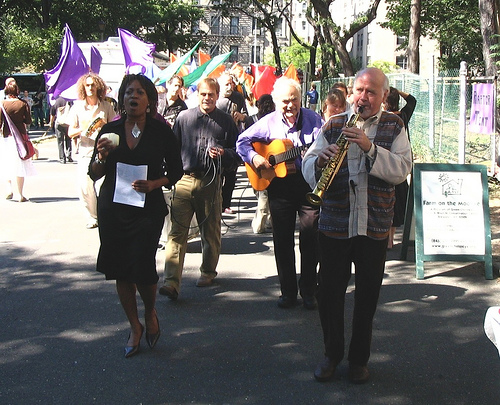
Membri della band Paul Winter Consort che ha vinto 4 volte in questa categoria

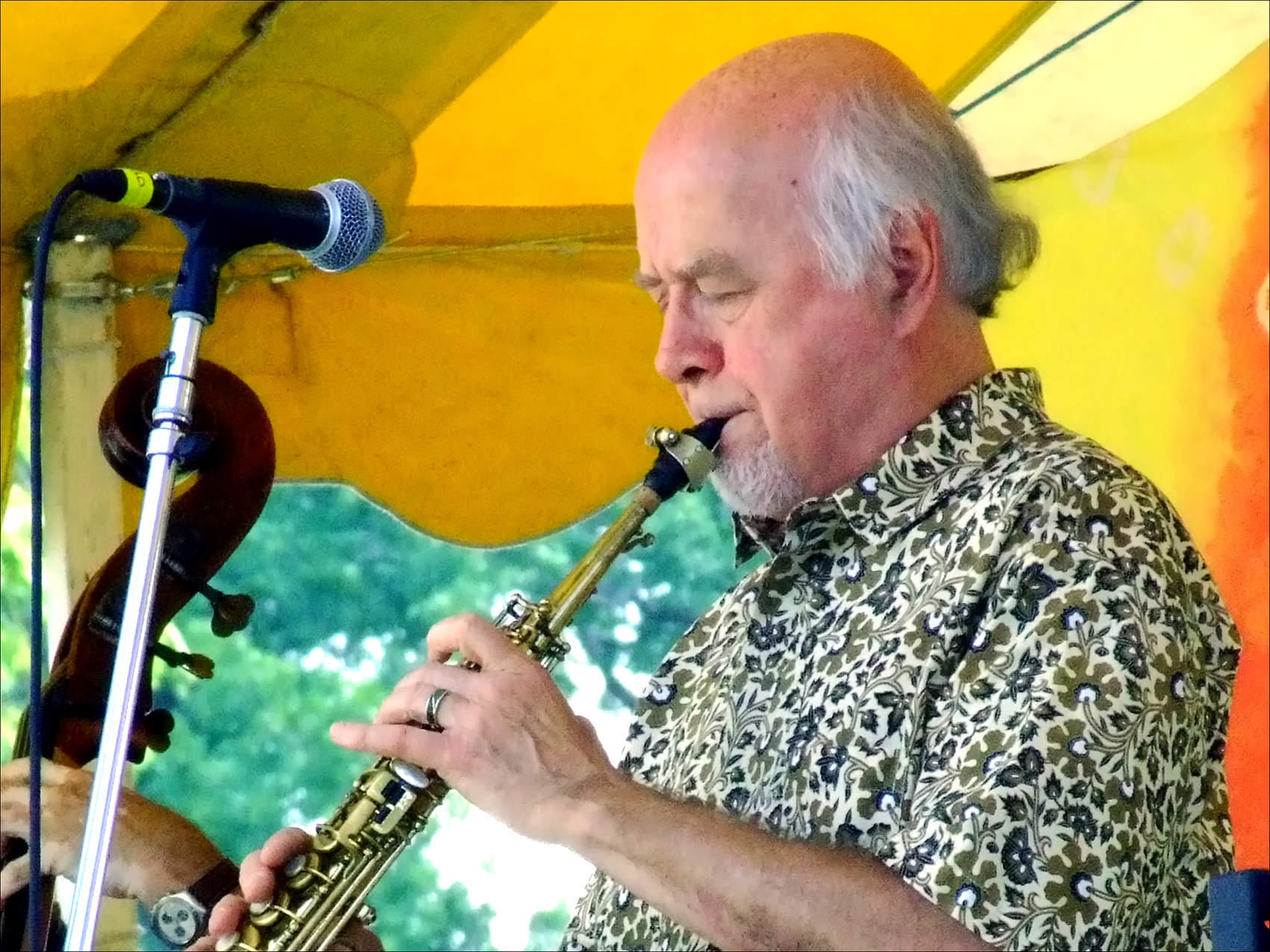
Paul Winter, della band Paul Winter Consort, ha anche vinto 2 volte come solita.

#### Anni 1990
- 1992
  - Fresh Aire 7 - Chip Davis
  - In the Wake of the Wind - David Arkenstone
  - Hotel Luna - Suzanne Ciani
  - Borrasca - Ottmar Liebert
  - Canyon Dreams - Tangerine Dream
- 1993
  - Shepherd Moons - Enya
  - Dream - Kitarō
  - Esperanto - Shadowfax
  - Rockoon - Tangerine Dream
  - Dare to Dream - Yanni
- 1994
  - Spanish Angel - Paul Winter Consort
  - Banba - Clannad
  - The Hours Between Night and Day - Ottmar Liebert e Luna Negra
  - 220 Volt Live - Tangerine Dream
  - In My Time - Yanni
- 1995
  - Prayer for the Wild Things - Paul Winter
  - Acoustic Planet - Craig Chaquico
  - Mandala - Kitarō
  - The Garden - Michael Nesmith
  - Turn of the Tides - Tangerine Dream
- 1996
  - Forest - George Winston
  - Dream Suite - Suzanne Ciani
  - An Enchanted Evening - Kitarō
  - Trust - Patrick O'Hearn
  - Tyranny of Beauty - Tangerine Dream
- 1997
  - The Memory of Trees - Enya
  - Arcanum - Acoustic Alchemy
  - Pianissimo II - Suzanne Ciani
  - Lore - Clannad
  - Opium - Ottmar Liebert e Luna Negra
- 1998
  - Oracle - Michael Hedges
  - Le Roi est mort, vive le Roi! - Enigma
  - Voyager - Mike Oldfield
  - Oceanic - Vangelis
  - Canyon Lullaby - Paul Winter
- 1999
  - Landmarks - Clannad
  - Sound of Wind Driven Rain - William Ackerman
  - The Water Garden - Alex De Grassi
  - Gaia Onbashira - Kitarō
  - Grand Passion - John Tesh

#### Anni 2000
- 2000
  - Celtic Solstice - Paul Winter

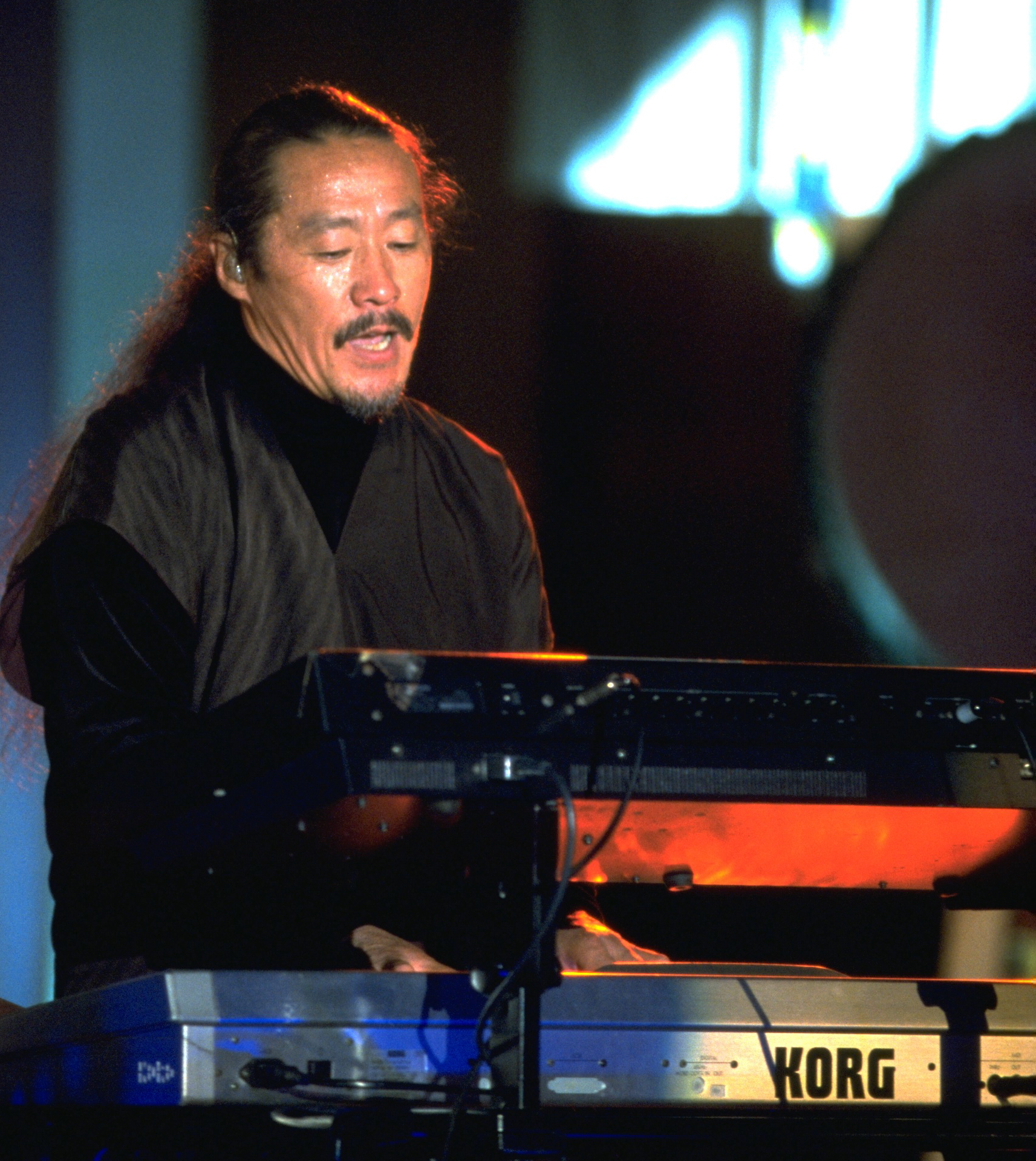
Kitarō, vincitore nel 2001, ha ricevuto un totale di 16 candidature. Sono stati nominati tutti i volumi di Sacred Journey of Ku-Kai.

  - Citizen of the World - David Arkenstone
  - Turning - Suzanne Ciani
  - Inside Monument Valley - Paul Horn e R. Carlos Nakai
  - Inner Voices - R. Carlos Nakai
  - Plains - George Winston
- 2001
  - Thinking of You - Kitarō
  - Whisper to the Wild Water - Maire Brennan
  - Highland Cathedral - Phil Coulter
  - East of the Moon - David Lanz
  - In a Distant Place - R. Carlos Nakai, William Eaton, Will Clipman e Nawang Khechog
- 2002
  - A Day Without Rain - Enya
  - Live from Montana - Philip Aaberg
  - Cello Blue - David Darling
  - Ancient - Kitarō
  - Sacred Spirit II: More Chants and Dances of the Native Americans - Sacred Spirit
- 2003
  - Acoustic Garden - Tingstad and Rumbel
  - Hearing Voices - William Ackerman
  - An Ancient Journey - Kitarō
  - Fourth World - R. Carlos Nakai
  - Mondo Rama - Jai Uttal and the Pagan Love Orchestra
- 2004
  - One Quiet Night - Pat Metheny
  - Inner Journeys: Myths & Legends - Cusco
  - Solace - Michael Hoppé
  - Red Moon - Peter Kater
  - Sacred Journey of Ku-Kai - Kitarō
- 2005
  - Returning - William Ackerman
  - Atlantis: A Symphonic Journey - David Arkenstone
  - Two Horizons - Moya Brennan
  - Piano - Peter Kater
  - American River - Jonathan Elias
- 2006
  - Silver Solstice - Paul Winter Consort
  - Music in the Key of Om - Jack DeJohnette
  - Sacred Journey of Ku-Kai, Volume 2 - Kitarō
  - People of Peace - R. Carlos Nakai Quartet
  - Montana – A Love Story - George Winston
- 2007
  - Amarantine - Enya
  - A posteriori - Enigma
  - Beyond Words - Gentle Thunder con Will Clipman ed AmoChip Dabney
  - Elements Series: Fire - Peter Kater
  - The Magical Journeys of Andreas Vollenweider - Andreas Vollenweider
- 2008
  - Crestone - Paul Winter Consort
  - Faces of the Sun - Peter Kater
  - Sacred Journey of Ku-Kai, Volume 3 - Kitarō
  - One Guitar - Ottmar Liebert
  - Southwest - Eric Tingstad
- 2009
  - Peace Time - Jack DeJohnette
  - Meditations - William Ackerman
  - Pathfinder - Will Clipman
  - Ambrosia - Peter Kater
  - The Scent of Light - Ottmar Liebert e Luna Negra

#### Anni 2010
- 2010
  - Prayer for Compassion - David Darling
  - Faith - Jim Brickman
  - Laserium for the Soul - Henta
  - In a Dream - Peter Kater, Dominic Miller, Kenny Loggins e Jaques Morelenbaum
  - Impressions of the West Lake - Kitarō
- 2011
  - Miho: Journey to the Mountain - Paul Winter Consort
  - Ocean - Michael Brant DeMaria
  - Sacred Journey of Ku-Kai, Volume 4 - Kitarō
  - Dancing Into Silence - R. Carlos Nakai, William Eaton e Will Clipman
  - Instrumental Oasis, Vol 4 - Zamora
- 2012
  - What's It All About - Pat Metheny
  - Northern Seas - Al Conti
  - Gaia - Michael Brant DeMaria
  - Wind, Rock, Sea & Flame - Peter Kater
  - Instrumental Oasis, Vol. 6 - Zamora
- 2013
  - Echoes of Love - Omar Akram
  - Live Ananda - Krishna Das
  - Bindu - Michael Brant DeMaria
  - Deep Alpha - Steven Halpern
  - Light Body - Peter Kater
  - Troubadours of the Rhine - Loreena McKennitt
- 2014[1]
  - Love's River - Laura Sullivan
  - Lux - Brian Eno
  - Illumination - Peter Kater
  - Final Call - Kitarō
  - Awakening the Fire - Raymond Carlos Nakai e Will Clipman
- 2015[2]
  - Winds of Samsara - Ricky Kej e Wouter Kellerman
  - Bhakti - Paul Avgerinos
  - Ritual - Peter Kater e Raymond Carlos Nakai
  - Symphony Live in Istanbul - Kitarō
  - In Love and Longing - Silvia Nakkach e David Darling
- 2016[2]
  - Grace - Paul Avgerinos
  - Bhakti Without Borders - Madi Das
  - Voyager - Catherine Duc
  - Love - Peter Kater
  - Asia Beauty - Ron Korb
- 2017[3]
  - White Sun II - White Sun
  - Orogen - John Burke
  - Dark Sky Island - Enya
  - Inner Passion - Peter Kater e Tina Guo
  - Rosetta - Vangelis
- 2018[3]
  - Dancing on Water - Peter Kater
  - Sacred Journey of Ku-Kai Vol. 5 - Kitarō
  - Spiral Revelation - Steve Roach
  - Reflection - Brian Eno
  - SongVersation: Medicine - India.Arie
- 2019[3]
  - Opium Moon - Opium Moon
  - Hiraeth - Lisa Gerrard e David Kuckhermann
  - Beloved - Snatam Kaur
  - Molecules of Motion - Steve Roach
  - Moku Maluhia – Peaceful Island - Jim Kimo West

#### Anni 2020
- 2020[4]
  - Wings - Peter Kater
  - Fairy Dreams - David Arkenstone
  - Homage to Kindness - David Darling
  - Verve - Sebastian Plano
  - Deva - Deva Premal
- 2021[5]
  - More Guitar Stories - Jim West
  - Songs from the Bardo - Laurie Anderson, Tenzin Choegyal e Jesse Paris Smith
  - Periphery - Priya Darshini
  - Form//Less - Superposition
  - Meditations - Cory Wong e Jon Batiste
- 2022[6]
  - Divine Tides - Stewart Copeland e Ricky Kej
  - Brothers - Will Ackerman, Jeff Oster e Tom Eaton
  - Pangaea - Wouter Kellerman e David Arkenstone
  - Night + Day - Opium Moon
  - Pieces of Forever - Laura Sullivan
- 2023[7]
  - Mystic Mirror - White Sun
  - Positano Songs - Will Ackerman
  - Joy - Paul Avgerinos
  - Mantra Americana - Madi Das e Dave Stringer con Bhakti Without Borders
  - The Passenger - Cheryl B. Engelhardt
- 2024[8][9]
  - So She Howls – Carla Patullo ft. Tonality e The Scorchio Quartet
  - Aquamarine – Kirsten Agresta-Copely
  - Moments of Beauty – Omar Akram
  - Some Kind of Peace (Piano Reworks) – Ólafur Arnalds
  - Ocean Dreaming Ocean – David Darling e Hans Christian

- 2025[10]
  - Triveni — Wouter Kellerman, Eru Matsumoto & Chandrika Tandon
  - Break of Dawn — Ricky Kej
  - Visions Of Sounds De Luxe — Chris Redding
  - Opus — Ryuichi Sakamoto
  - Chapter II: How Dark It Is Before Dawn — Anoushka Shankar
  - Warriors Of Light — Radhika Vekaria